# Torneo de Houston 2010
El U.S. Men's Clay Court Championships 2010 es un torneo de tenis jugado sobre polvo de ladrillo. Esta es la edición número 42 y pertenece a los torneos ATP World Tour 250. Toma lugar en River Oaks Country Club en Houston, Texas, Estados Unidos, desde el 5 de abril hasta el 11 de abril de 2010.

## Campeones

### Individuales
Juan Ignacio Chela  vence a  Sam Querrey, 5-7, 6-4, 6-3

### Dobles
B Bryan /  M Bryan vencen a   S Huss /  W Moodie, 6-3, 7-5